# Nacionálně bolševická fronta
Nacionálně bolševická fronta (NBF) (rusky: Национал-большевистский фронт - НБФ), známá také jako NBP bez Limonova, je neofašistická, produginovská a nacionálně bolševická ruská politická organizace.
Byla založena v roce 2006 Alexejem Golubovičem a skupinou nacionálních bolševiků, kteří byli vyloučeni z NBP pro "poškozování dobrého jména strany". Později se rozpadla na několik menších skupin nárokujících si společné jméno.
NBF používá původní vlajku německých nacionálních bolševiků z počátku 20. století.